# Patrick Devedjian
Patrick Devedjian (ur. 26 sierpnia 1944 w Fontainebleau, zm. 28 marca 2020 w Antony) – francuski polityk, prawnik i samorządowiec ormiańskiego pochodzenia, były sekretarz generalny Unii na rzecz Ruchu Ludowego (UMP), od 2008 do 2010 minister odpowiedzialny za przeciwdziałanie kryzysowi gospodarczemu.

## Życiorys
Był synem ormiańskiego uchodźcy, który opuścił Turcję w związku z ludobójstwem Ormian. W latach 60. krótko należał do skrajnie prawicowej paramilitarnej organizacji Occident. Ukończył paryskie Lycée Condorcet, a następnie studia prawnicze na Université Panthéon-Assas. Kształcił się także w Instytucie Nauk Politycznych w Paryżu.
W połowie lat 70. wstąpił do gaullistowskiego Zgromadzenia na rzecz Republiki. Od 1999 do 2001 był rzecznikiem prasowym tej partii.
Od 1983 pełnił różne funkcje w administracji terytorialnej. W latach 1983–2002 był merem w miejscowości Antony, następnie przez trzy lata drugim zastępcą mera. Od 2007 do śmierci w 2020 zajmował stanowisko przewodniczącego rady departamentu Hauts-de-Seine. Na tym stanowisku był następcą Nicolasa Sarkozy'ego.
W 1986 po raz pierwszy uzyskał mandat deputowanego do francuskiego Zgromadzenia Narodowego. Od tego czasu skutecznie ubiegał się o reelekcję w kolejnych wyborach parlamentarnych. W 2002 powołano go na urząd ministra delegowanego (podległego Nicolasowi Sarkozy’emu) ds. swobód lokalnych. W 2004 objął tożsame stanowisko w resorcie finansów, odpowiadając za przemysł. Z administracji rządowej odszedł po powołaniu w 2005 nowego rządu, na czele którego stanął Dominique de Villepin. Powrócił wówczas do pracy w parlamencie.
Wbrew oczekiwaniom nie wszedł w skład utworzonego w 2007 gabinetu François Fillona. W tym samym roku został wybrany kolejny raz deputowanym, a następnie sekretarzem generalnym Unii na rzecz Ruchu Ludowego (do której w związku z akcesem całego RPR wstąpił w 2002), stając się tym samym jednym z liderów UMP.
5 grudnia 2008 ponownie wszedł w skład rady ministrów, obejmując nowo utworzony urząd ministra ds. wdrożenia planu naprawczego w związku z kryzysem gospodarczym. Funkcję tę pełnił do 13 listopada 2010. W wyborach parlamentarnych w 2012 uzyskał poselską reelekcję, jednak w październiku 2012 Rada Konstytucyjna unieważniła wybory w jego okręgu. Odzyskał go w grudniu tego samego roku w wyniku powtórzonych wyborów.
Patrick Devedjian był żonaty, miał czwórkę dzieci. Zmarł w marcu 2020 w szpitalu w Antony na skutek choroby COVID-19.